# EF Водолея
EF Водолея (лат. EF Aquarii), HD 217512 — двойная затменная переменная звезда типа Алголя (EA) в созвездии Водолея на расстоянии приблизительно 566 световых лет (около 173 парсеков) от Солнца. Видимая звёздная величина звезды — от +10,5m до +9,88m. Орбитальный период — около 2,8536 суток.

## Характеристики
Первый компонент — жёлтый карлик спектрального класса G1V. Эффективная температура — около 5934 К.